# Tímea Nagyová
Tímea Nagyová (* 22. srpna 1970 Budapešť, Maďarsko) je bývalá maďarská sportovní šermířka, která se specializovala na šerm kordem.
Maďarsko reprezentovala v devadesátých letech a v prvním desetiletí jednadvacátého století. Na olympijských hrách startovala v roce 1996, 2000 a 2004 v soutěži jednotlivkyň a družstev. V soutěži jednotlivkyň získala na olympijských hrách 2000 a 2004 zlatou olympijskou medaili. V roce 2006 získala v soutěži jednotlivkyň titul mistryně světa a v roce 1995 titul mistryně Evropy. S maďarským družstvem kordistek vybojovala celkem pět titulů mistryň světa (1992, 1993, 1995, 1997, 1999).